# Алпийски саламандър
Алпийският саламандър (Salamandra atra) е вид земноводно от семейство Саламандрови (Salamandridae).

## Разпространение
Видът е разпространен в Австрия, Албания, Босна и Херцеговина, Германия, Италия, Лихтенщайн, Словения, Сърбия, Франция, Хърватия, Черна гора и Швейцария.